# سم روبن
سم روبن (انگلیسی: Sam Ruben؛ ۵ نوامبر ۱۹۱۳ – ۲۸ سپتامبر ۱۹۴۳) یک زیست‌شیمی‌دان و دانشمند شیمی‌فیزیک اهل ایالات متحده آمریکا بود. او در سال ۱۹۴۰ میلادی به همراه مارتین کامن توانست ایزوتوپ هسته‌ای کربن ۱۴ را در دانشگاه کالیفرنیا، برکلی کشف کند.